# Krasak (Brebes)
Krasak is een bestuurslaag in het regentschap Brebes van de provincie Midden-Java, Indonesië. Krasak telt 6146 inwoners (volkstelling 2010).